# Cascades Tinaroo
Les cascades Tinaroo, són unes cascades del riu Barron que es troben a la part inferior de la presa del llac Tinaroo, a la regió de Far North de Queensland, Austràlia.
Els custodis tradicionals del terreny que envolta les cascades són els aborígens Yidinji. El 2013, el poble yidinji va rebre els drets de propietat excluva de 28 hectàrees de terreny prop de les cascades Tinaroo.